# Elementary School Musical
Elementary School Musical (Elementary School Musical en VO) est le treizième épisode de la saison 12 de la série South Park.
C'est un épisode qui parodie les comédies musicales. Il est centré principalement sur Stan.

## Résumé
L'école de South Park est en pleine frénésie pour la comédie musicale High School Musical au point qu'ils ont mis au point des numéros très calibrés, centrés autour d'un jeune garçon nommé Bridon. Quand Stan tente d'en savoir plus sur sa "relation" avec Wendy, Bridon explique qu'il déteste la comédie et voudrait faire du basket. Cependant, son père, un passionné de théâtre quelque peu "extrémiste", s'y oppose formellement. Stan tentera tout pour que Bridon cesse de fréquenter Wendy.
Tout au long de l'épisode, Stan, Kyle, Cartman et Kenny vont tenter de résister au phénomène, allant jusqu'à fréquenter Scott, un enfant impopulaire souffrant de diabète et de zozotement. Stan finira par céder et se mettra à la mode mais il n'arriva pas à chanter comme les autres (bien que dans le film c'est lui qui commence à chanter) , mais Bridon a réussi à se mettre au basket et plus personne n'apprécie High School Musical : Il s'avère que ce n'est pas la comédie musicale qui enthousiasmait les élèves de l'école, seulement Bridon. Stan, Kyle, Cartman et Kenny se retrouvent tous penauds en plein numéro musical alors que tout le monde est parti.